# Isli Hidi
Isli Hidi (* 15. Oktober 1980 in Tirana) ist ein albanischer Fußballspieler. Der Torwart steht seit dem Sommer 2019 bei KS Bylis Ballsh unter Vertrag.

## Karriere

### Verein
Die Karriere von Hidi begann in seiner Heimatstadt beim SK Tirana in der albanischen Kategoria Superiore. Da er zunächst nicht zum Zuge kam, wurde er in der Saison 2001/02 an den Ligakonkurrenten KS Bylis Ballsh ausgeliehen. Nach seiner Rückkehr konnte er sich auch bei SK Tirana als Stammspieler behaupten. Im Jahr 2007 verließ er den Klub und wechselte zu Krywbas Krywyj Rih in die ukrainische Premjer-Liha, in der Hinrunde 2008/09 wurde er nach Zypern an Alki Larnaka ausgeliehen. Nachdem er in der Saison 2009/10 kaum noch berücksichtigt worden war, kehrte Hidi in sein Heimatland zurück und spielte ab Sommer 2010 für Dinamo Tirana. Bereits ein halbes Jahr später wechselte er aber wieder zu Olympiakos Nikosia ins Ausland. Nach einem halben Jahr schloss er sich dem Ligakonkurrenten AEL Limassol an. Danach spielte er drei Jahre beim Stadtrivalen Apollon Limassol und ging 2016 für zwei Spielzeiten erneut zu Olympiakos Nikosia. Seit 2018 spielt er wieder in Albanien, zuerst für KS Teuta Durrës und momentan steht er wieder bei KS Bylis Ballsh unter Vertrag. Dort ist er der etatmäßige Elfmeterschütze und konnte schon vier Saisontore erzielen.

### Nationalmannschaft
Hidi bestritt zwischen 2005 und 2011 insgesamt 17 Spiele für die albanische Fußballnationalmannschaft. Sein Debüt gab er 29. Mai 2005 im Testspiel gegen Polen (0:1). Als zweiter Torhüter hinter Arjan Beqaj kam er meistens in Freundschaftsspielen zum Einsatz.

## Erfolge
- Albanischer Meister: 1999, 2000, 2003, 2004, 2005, 2007
- Albanischer Pokalsieger: 1999, 2001, 2006
- Zyprischer Meister: 2012